# Matilda Gyllenberg
Matilda Gyllenberg, född 11 december 1980 i Helsingfors, är en finlandssvensk journalist, dramaturg och författare.  Hon har varit nyhetsuppläsare på Svenska YLE och TV-programledare och redaktör.
Hon debuterade som författare 2019 med Det lungsjuka huset. År 2023 belönade SLS hennes bok Hundra dagar hemma med ett pris på 25 000 euro. Uppföljaren Tusen timmar tystnad utkom 2025.5
Matilda Gyllenberg är syster till skådespelaren Linda Zilliacus, och professor Helge Gyllenberg var deras farfar.